# 福田豊 (化学者)
福田 豊（ふくだ ゆたか、1943年 - ）は、日本の化学者。お茶の水女子大学名誉教授。専門は、有機化学・錯体化学。理学博士。錯体化学において、特に可逆的な色変化を示す金属錯体の新規合成や固体・溶液内の色変化（クロモトロピズム）について顕著な業績をあげ、この分野の第一人者である。

## 略歴
- 1968年 金沢大学大学院理学研究科修士課程修了[3]、静岡大学理学部助手。
- 不明年 お茶の水女子大学理学部助手。
- 1981年 お茶の水女子大学理学部講師。
- 1985年 お茶の水女子大学理学部助教授。
- 1989年 お茶の水女子大学理学部教授。
- 2012年 お茶の水女子大学退官[4]。

## 著書
- 1991年 プログラム学習 錯体化学 (プログラム学習シリーズ)：講談社。